# ارنست بلکهام
ارنست بلکهام (انگلیسی: Ernest Blackham; ۴ ژوئیهٔ ۱۸۹۸ – ۲۴ دسامبر ۱۹۶۶) بازیکن فوتبال اهل بریتانیا بود.
از باشگاه‌هایی که در آن بازی کرده‌است می‌توان به باشگاه فوتبال پورت ویل اشاره کرد.